# 신한국 프로레슬링
신한국 프로레슬링(NKPW)은 대한민국의 프로레슬링 단체이다. 2002년 9월에 출범했으며, 타 단체인 한국 프로레슬링 연맹, 프로페셔널 라이브 액션과 더불어 한국을 대표하는 프로레슬링 단체이다. 가장 최근의 흥행은 2009년 3월 서울특별시 올림픽공원 펜싱경기장에서 열린 대회로, SBS SPORTS에서 녹화 방송 되었다.

## 연혁
신한국 프로레슬링은 사단법인으로 2002년 9월 협회 출범식을 가졌다. 2년 후인 2004년 9월에는 서울 잠실 올림픽공원 내에 신한국 프로레슬링 전용체육관을 준공하였고, 1기 신인선수를 선발하여 맹훈련에 들어갔다. 2005년 4월 15일부터 윤강철, 장도리, 이수연, 개만영, 주원룡, 판하오 등의 선수들이 정기시합에 들어갔다.
2005년 12월부터는 신한국 프로레슬링 소속 선수들이 멕시코 전지훈련을 통해 기량을 늘렸다. 2006년 2월 10일 미국의 유명한 프로레슬링 단체 중 하나인 NWA-TNA 소속선수들을 포함해 일본, 중국, 멕시코 등 5개국의 선수들이 경기를 펼치는 NKPWA 세계 프로레슬링 대회가 열렸고 이 경기는 MBC를 통하여 22년 만에 공중파로 전파되었다.